# Весёлая хроника опасного путешествия
«Весёлая хроника опасного путешествия» (груз. არგონავტები — Аргонавтеби) — советский телевизионный фильм-мюзикл с участием ВИА «Иверия» (оригинальное название мюзикла «Аргонавты»), снятый Евгением Гинзбургом в 1986 году.
Фильм снят по греческому мифу о путешествии аргонавтов за Золотым руном.

## Сюжет
Убив своего брата, царём Иолка становится Пелий. Когда в город возвращается Язон, сын убитого царя, и хочет занять трон, Пелий предлагает ему завоевать народное признание тем, что Язон добудет Золотое руно, которое хранится как сокровище в Колхиде. Язон решается пуститься в опасный путь. Он набирает команду аргонавтов, которые плывут в Колхиду на корабле под названием «Арго».
Среди аргонавтов братья-близнецы Кастор и Поллукс, силач Геракл, певец Орфей, разорившийся колхидский купец Шалом и другие. По дороге путешественники останавливаются у острова, где они должны рассмешить детей, но им это не удаётся. Затем они попадают в страну, где правит Амик. Он вызывает Геракла на поединок, который заключается в музыкальном соревновании с игрой на пианино. Далее аргонавты приплывают в страну амазонок, где остаётся Геракл, влюбившийся в предводительницу амазонок Лидию. Также они встречают птицу-прорицательницу, которая говорит Язону, что он завоюет Руно страшной ценой, погубив всех своих спутников. В море аргонавты видят сирен, так что им приходится привязать себя к мачтам, чтобы те не уволокли их в океан.
Наконец, аргонавты достигают Колхиды. Язон видит, что висящее на священном дереве Руно почитается колхами и его не удастся украсть. Шалом подсказывает ему выход: Язон должен взять в жёны Медею, дочь Аэта, царя Колхиды. Так и получается: Язон и Медея влюбляются друг в друга, и Язон отправляется в обратный путь с Медеей.
Фильм заканчивается сценой съёмок прибытия аргонавтов в Элладу.

## В ролях
- Зураб Кипшидзе —  Язон
- Лика Кавжарадзе — Медея
- Сергей Шакуров — Пелий / Диоген / старик / птица-монстр
- Александр Абдулов — Шалом, купец из Колхиды
- Теймураз Циклаури — Аэт
- Роман Рцхиладзе — Геракл
- Нугзар Квашали — Орфей
- Джемал Багашвили — Лаэрт
- Леонид Ярмольник — Тифис
- Игорь Рух — Кастор
- Анатолий Калмыков — Поллукс
- Вахтанг Татишвили — Арг
- Александр Басилая — Амик
- Анри Басилая — Гилас
- Валентин Манохин — мим
- Елена Степанова — мимесса
- Элеонора Зубкова — Лидия, царица амазонок

Исполнители остальных ролей — артисты ВИА «Иверия» (руководитель Александр Басилая)
Не вошла в окончательную версию фильма:
- Екатерина Семёнова — дракон

## Съёмочная группа
- Авторы сценария: Джемал Багашвили, Евгений Гинзбург, Юрий Ряшенцев
- Режиссёр-постановщик: Евгений Гинзбург
- Оператор-постановщик: Александр Шапорин
- Художник-постановщик: Ираклий Кипшидзе
- Композитор: Александр Басилая
- Автор текстов песен:  Юрий Ряшенцев
- Запись музыки: В. Виноградов
- Звукооператоры: М. Вейнберг, И. Никишов
- Художники по костюмам: И. Макаров, Елена Барановская
- Балетмейстер: Валентин Манохин
- Режиссёр: Рауф Мамедов
- Оператор: Леонид Зотенко
- Художники-гримёры: Нинель Фастенко, В. Кочетков, Н. Шандыбина
- Постановщик трюков : Виктор Иванов
- Дрессура: В. Филатова
- Конные трюки: Ю. Кожина
- Каскадёры: Александр Андреев, Евгений Богородский, Сергей Дорофеев, Александр Карин, Олег Одишелидзе, Роман Чичуа, В. Цаганенко
- Комбинированные съёмки: оператор А. Пекарь, художник И. Зорина, монтажёр Н. Дианова
- Монтажницы: Т. Сабанадзе, О. Жигалина
- Художник по монтажу: А. Жердев

## Музыка и песни
Музыка написана Александром Басилая.
1. Пролог
2. Песенка о власти
3. Песенка о Диогене
4. Песенка Шалома
5. Посейдон
6. Арго (Лейтмотив)
7. Песенка амазонок
8. Лида
9. Баллада Орфея
10. Песня Орфея
11. Колхский марш
12. Хор «Медея»
13. Дуэт Язона и Медеи
14. Дуэт Аэта и Медеи
15. Ария Медеи
16. Антре Аэта
17. Песня Дракона
18. Ария Аэта

- Стихи Юрия Ряшенцева.
- Вокальные партии: Манана Тодадзе, Майя Джабуа, Александр Абдулов, Луиза Кобаладзе, Нугзар Квашали, Л. Рыжак
- Хореографические группы под руководством: Рудольфа Харатяна, В. Гутмана, А.Владыка, Фридона Сулаберидзе

В 1987 году была издана и в последующие годы переиздавалась грампластинка с двенадцатью песнями из фильма.